# Abarema filamentosa
Abarema filamentosa är en ärtväxtart som först beskrevs av George Bentham, och fick sitt nu gällande namn av Henri François Pittier. Abarema filamentosa ingår i släktet Abarema och familjen ärtväxter. Inga underarter finns listade i Catalogue of Life.

## Bildgalleri

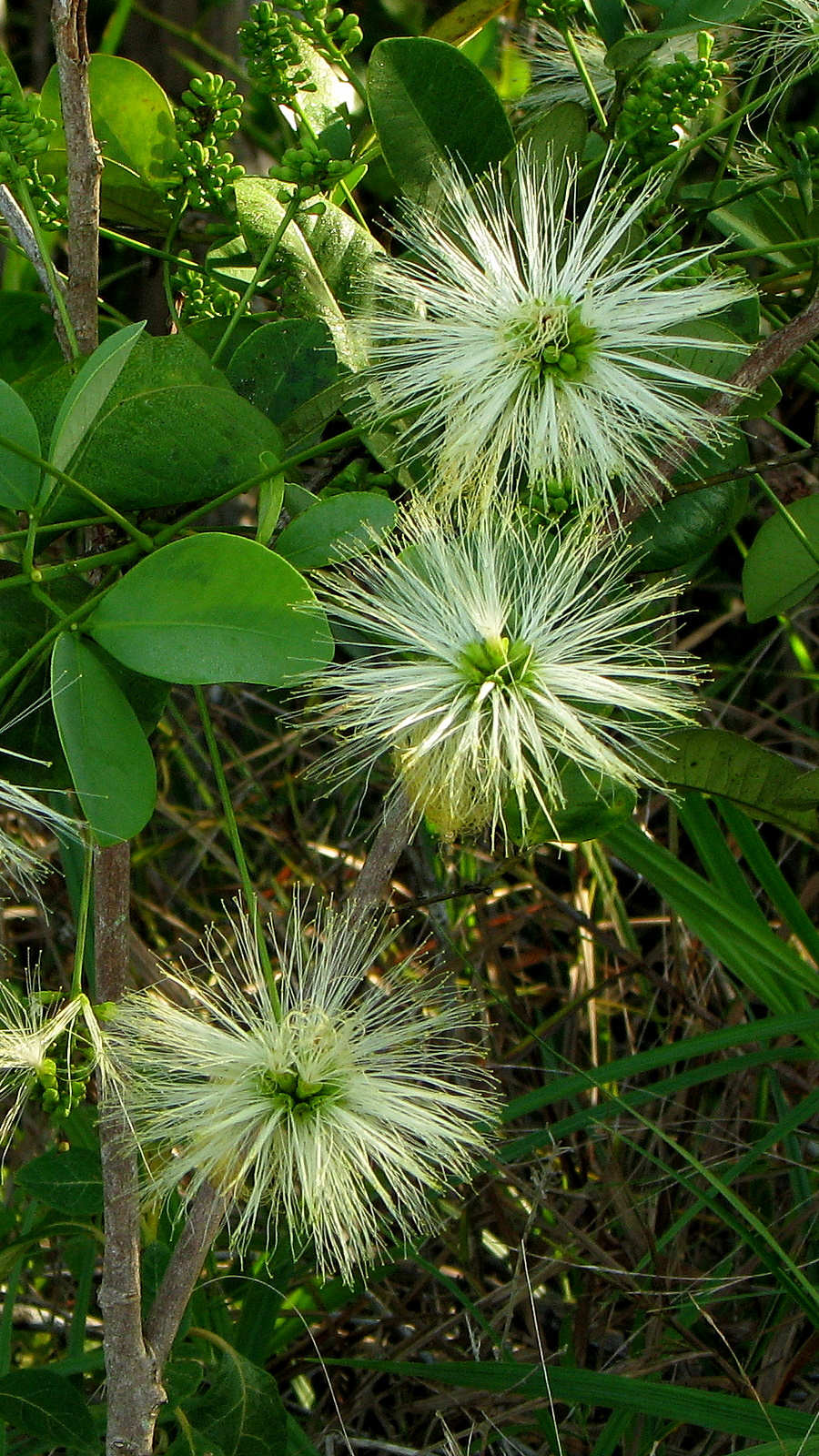
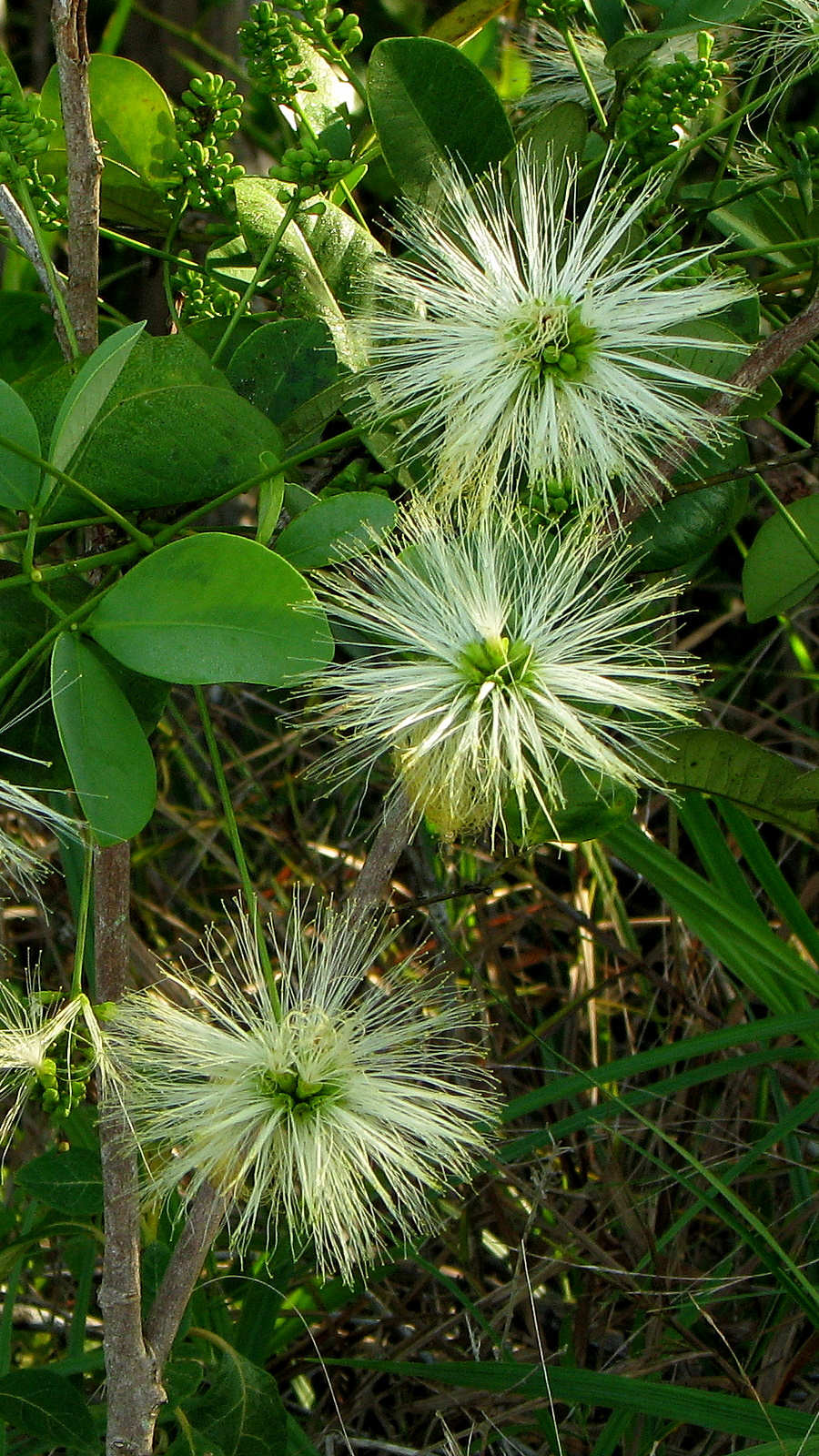